# 瑪依區
50°56′24″N 77°31′12″E / 50.94000°N 77.52000°E

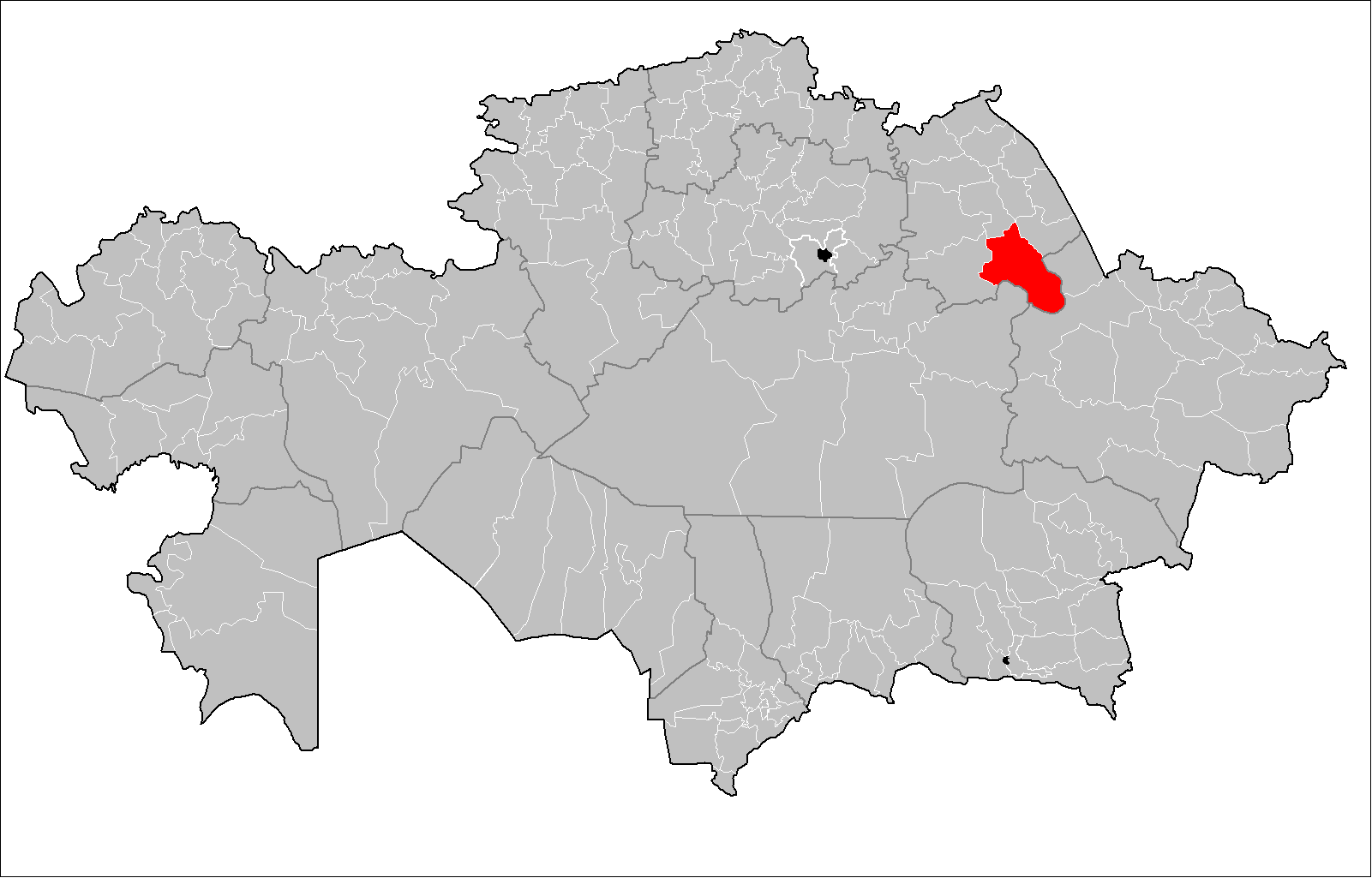

瑪依區是哈薩克斯坦的行政區，位於該國東北部，由巴甫洛達爾州負責管轄，首府設於科克托別，始建於1939年，面積18,100平方公里，2012年人口為11,974人。